# 피터 하스켈

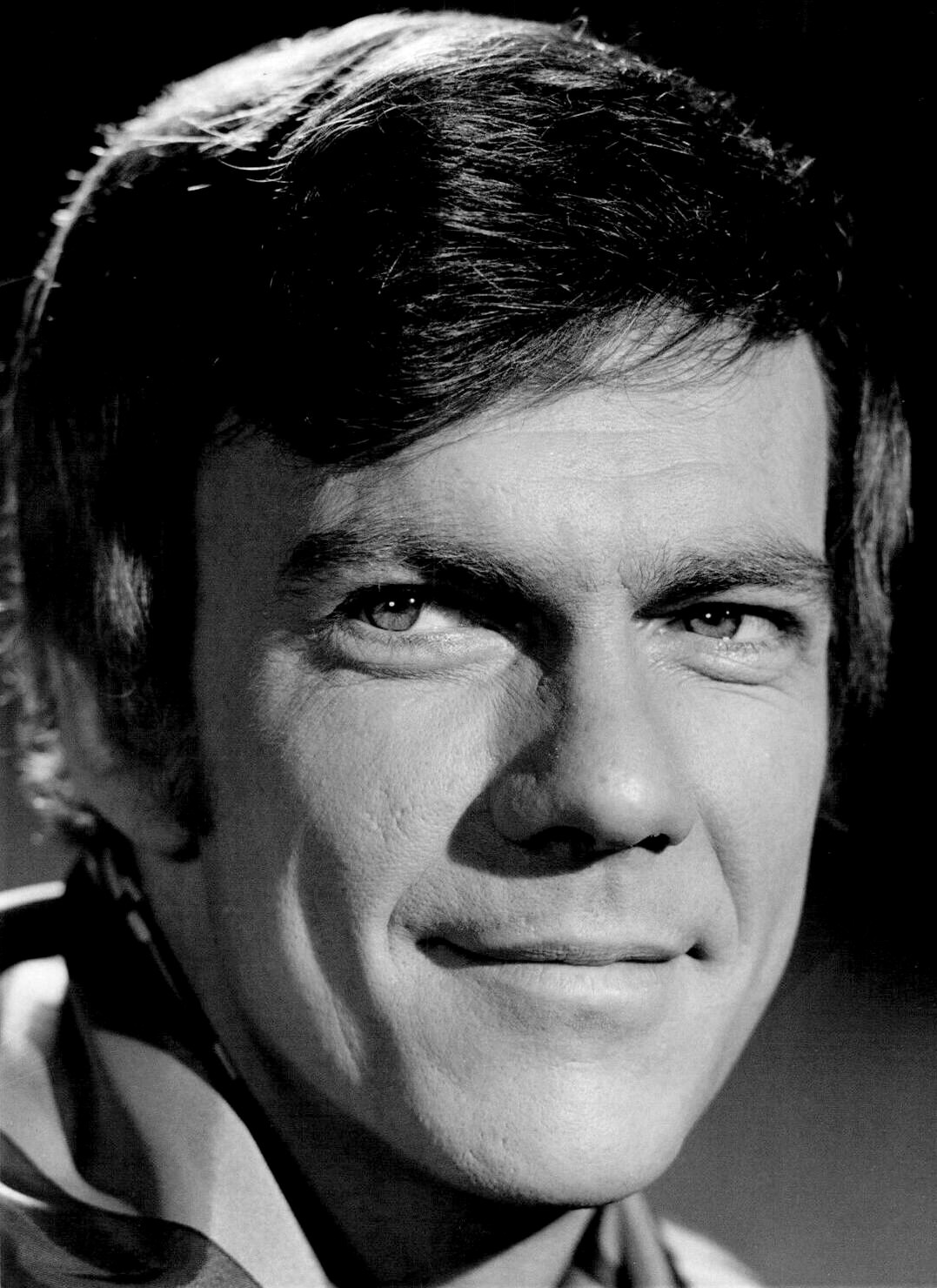

피터 해스컬(Peter Haskell, 1934년 10월 15일 ~ 2010년 4월 12일)은 미국의 배우이다.
보스턴에서 태어났다.

## 출연 작품
- 섹스 앤 라이즈 인 신 시티 (2008년)
- 로봇 워즈 (1993년)
- 사탄의 인형 3 (1991년)
- 사탄의 인형 2 (1990년)
- 모정 (1979년)
- 게리슨 유격대 (1967년)
- 전투 (1962년)
- 벤 케이시 (1961년)

### 텔레비전
- 명탐정 바나비 존즈 (1973년)
- 닥터 게논 (1969년)
- FBI (1965년)
- 디즈니랜드 (1954년) - 데이브 브라이언트 역
- 달려라 래시 (1954년)